# Amadeus (presentador)
Amedeo Umberto Rita Sebastiani, més conegut pel nom artístic d'Amadeus   (Ravenna, 4 de setembre de 1962), és un presentador, locutor i discjòquei italià.
Va començar la seva carrera als anys vuitanta com a DJ a Radio Deejay, impulsat pel caçatalents Claudio Cecchetto, i posteriorment es va consolidar com a presentador de televisió a partir dels noranta, dirigint diferents concursos i programes d'entreteniment tant a la cadena pública Rai com a la privada Mediaset. Ha exercit la tasca de presentador i director artístic del Festival de la cançó de Sanremo durant quatre edicions consecutives, des del 2020 fins al 2023, i mantindrà aquesta responsabilitat també el 2024.

## Biografia

### Orígens
Nascut a Ravenna, fill d'Antonella i Corrado Sebastiani (amb arrels a Palerm), va traslladar-se amb la seva família a Verona als 6 anys pels compromisos laborals del seu pare, mestre d'equitació i expert genet. Gràcies a la vocació del seu pare, Amedeo va desenvolupar una gran passió per l'equitació.
Als 7 anys va patir una greu nefritis, que el va mantenir ingressat durant dos mesos aïllat a l'hospital de Bussolengo, lluitant entre la vida i la mort. Després d'aquest període crític, es va inscriure a un institut agrícola, tot i que posteriorment va suspendre els estudis i es va traslladar a un institut tècnic d'aparelladors. Als 17 anys va entrar en el món de la ràdio amb la seva primera feina com a discjòquei per a Blu Radio Star, una petita emissora de Verona. Després va començar a treballar en bars i discoteques com a DJ, i va complir amb el servei militar obligatori a San Giorgio a Cremano com a radiooperador.

### Inicis a la ràdio

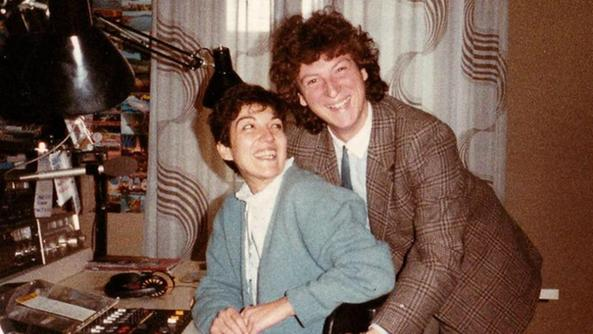
Amadeus (dreta) amb la col·lega Laura Bagarella a "Radio Blu" l'any 1984

A Verona, va iniciar la seva carrera amb l'emissora local Radio Verona, i posteriorment, entre 1984 i 1986, va treballar a Radio Blu de Villafranca. En una ocasió, va esperar durant sis hores al vestíbul d'un hotel per trobar-se amb Vittorio Salvetti, el director del Festivalbar. Quan finalment ho va trobar, li va entregar una cinta amb la seva audició després que sortís de l'ascensor.
Salvetti el va portar immediatament a l'Arena di Verona, on, durant una transmissió en directe del Festivalbar 1986, va ser posat en contacte amb Claudio Cecchetto. En aquesta trobada, Amadeus va explicar que vivia a Milà i treballava com a doblador. L'endemà, als estudis de Radio Blu, sota la direcció del llavors director Renzo Campo dell'Orto, va gravar una cinta de demostració i la va enviar a Cecchetto.
Aquest va ser el moment de brindar-li una oportunitat i el 1986 va debutar a Radio Deejay, una emissora en creixement i on es quedarà fins al 1994. Després passa a Radio Capital Music Network, i en els dos anys següents es converteix en una de les figures principals de l'emissora. Posteriorment, durant un període prolongat, es retira del món de la ràdio per dedicar-se a la televisió. Va tornar després de dotze anys, el 2008, a RTL 102.5, on va treballar fins al 2017.

### El debut aMediaseti el passatge a la Rai
A l'any 1988, Amadeus fa el seu debut televisiu particiapant a 1, 2, 3 Jovanotti a Italia 1. Després, presenta programes musicals com DeeJay Television i Deejay Beach a Italia 1, acompanyat de Jovanotti, Fiorello i Leonardo Pieraccioni.
El 1993, després de l'èxit de DeeJay Television, és cridat per Vittorio Salvetti per conduir el Festivalbar juntament amb Claudio Cecchetto, Fiorello i Federica Panicucci a Italia 1. L'edició aconsegueix un enorme èxit, permetent-li ser l'amfitrió també l'any següent. En el mateix període condueix programes com The Look of the Year i Appuntamento al buio, amb resultats d'audiència oscil·lants.
En els anys següents, continua conduint amb èxit el Festivalbar i altres esdeveniments musicals a Italia 1. El 1996, substitueix Claudio Lippi en la conducció de Buona Domenica a Canale 5. Amb Lorella Cuccarini, forma una sòlida aliança i participa en esdeveniments benèfics com Trenta ore per la vita. El 1996, condueixen junts la primera edició del talent Campioni di ballo, que aconsegueix un bon èxit i es reprodueix en altres dues edicions.
El 1998, Amadeus presenta l'última edició d'Il Quizzone a Italia 1 i condueix la primera edició de Matricole, que acaba l'abril del 1998. Posteriorment, des del setembre fins a l'octubre del mateix any, condueix la primera edició de Meteore a Italia 1 amb Gene Gnocchi i Alessia Merz.
Al gener de 1999, Amadeus arriba a la Rai presentant en horari de màxima audiència a Rai 2 el programa Festa di classe. Al mateix temps, forma part del jurat de qualitat del Festival de Sanremo. A setembre de 1999, comença a conduir Domenica in a Rai 1, convertint-se ràpidament en el rostre del pre-seral amb programes com In bocca al lupo! i Quiz Show. Al juliol de 2002, presenta el concurs Azzardo a Rai 1. El 29 de juliol del mateix any, inicia el joc L'eredità a Rai 1, aconseguint un èxit clamorós i portant el programa a la primera part de la nit des de gener de 2003.
Al març de 2006, comencen les negociacions amb Mediaset per al seu retorn a les xarxes del grup, i malgrat els esforços de la Rai per retenir-lo, Amadeus anuncia el seu pas a Mediaset el 19 de maig de 2006. El contracte milionari el lligarà a Mediaset des de l'1 de setembre de 2006 fins al 31 d'agost de 2008.

### El retorn a Rai i l'èxit deMezzogiorno in famiglia
L'estiu del 2008, va acollir els Premis de la Música de Venècia a Rai 2 amb Manuela Arcuri, després d'haver obtingut l'estrena de Mediaset. En aquest període, els rumors sobre el retorn del presentador a la televisió estatal eren cada cop més insistents. El 7 de juny de 2009 es va fer oficial el seu pas a la RAI. La tardor de 2009 marca el retorn d'Amadeus a l'acollida de programes per a Rai, amb un contracte que el vincula a l'empresa fins al 31 de març de 2012 El retorn es va marcar el 3 d'octubre quan va acollir el primer capítol de la nova edició del programa Mezzogiorno in famiglia a Rai 2 al costat de Laura Barriales i Sergio Friscia. El programa finalitza amb excel·lents valoracions el 10 de juny de 2010.
El presentador va debutar a la franja de la tarda el març de 2010 a Rai 2 amb un programa completament nou, Cuore di mamma a Rai 2, que va durar fins al final de la temporada amb un total de 70 capítols. A l'estiu va presentar per tercera vegada els Premis de la Música de Venècia, al costat de la seva col·lega de Mezzogiorno in famiglia Laura Barriales, mentre que a la tardor va tornar a acollir el programa de Michele Guardì, que va finalitzar el 10 de juny de 2011. Mentrestant, el diari La Nazione comunica la notícia de la renovació del contracte de la presentadora amb la Rai per dos anys més, fins al 31 de maig de 2014. El 29 de setembre de 2012 va tornar al capdavant de Mezzogiorno in famiglia, per quart any consecutiu, fins al 2 de juny de 2013.

### Presentació i direcció artística del Festival de Sanremo

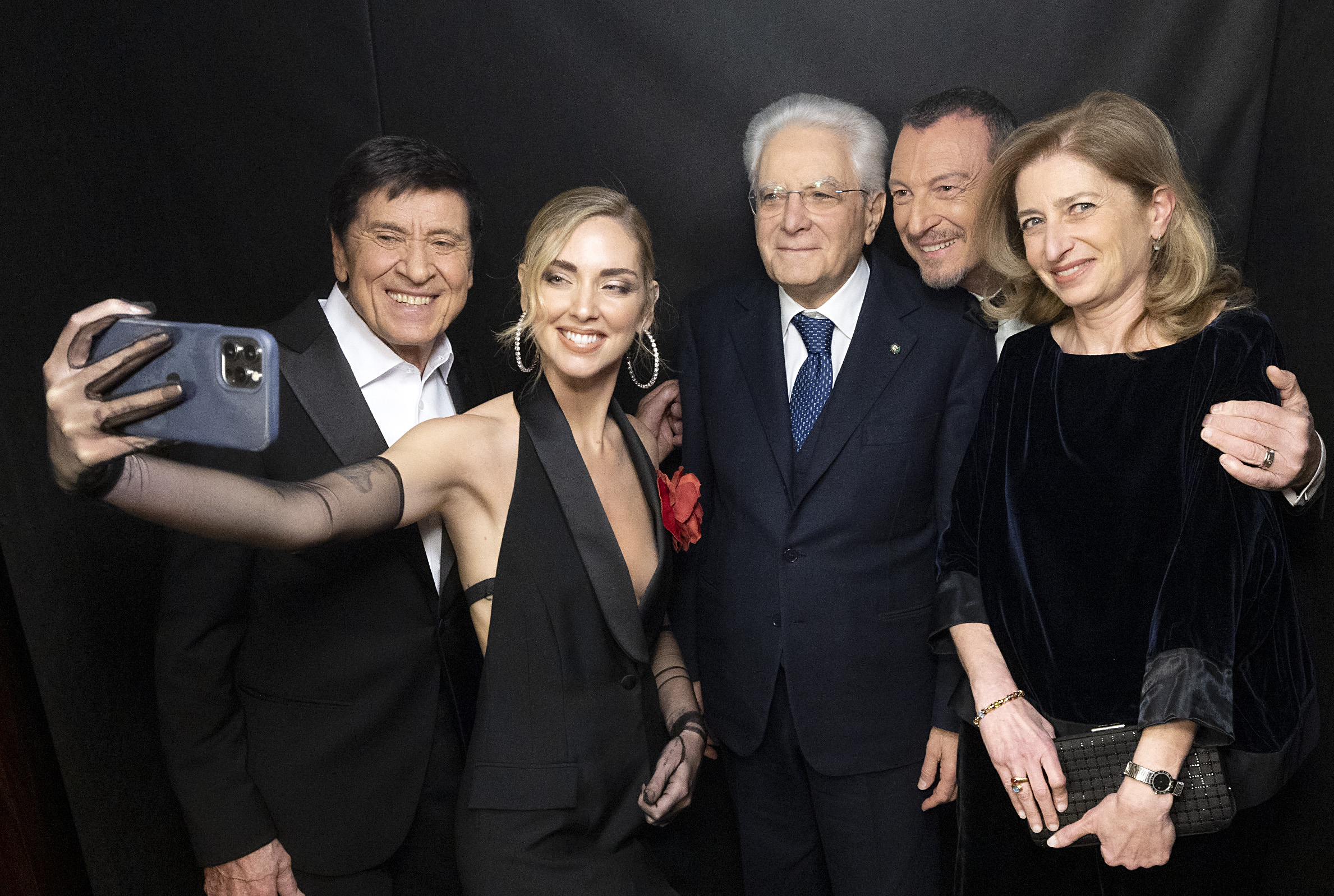
Amadeus posant per a una selfie amb Gianni Morandi, Chiara Ferragni, el President de la República Italiana Sergio Mattarella i la seva filla Laura, abans de Sanremo 2023

El 2 d'agost de 2019 es va anunciar per la Rai com a presentador i director artístic del Festival de la cançó de Sanremo. Per això, el 19 de desembre de 2019 va presentar Sanremo Giovani, mentre que del 4 al 8 de febrer de 2020 la septuagèsima edició del Festival de Sanremo. Aquesta va tenir un gran èxit, amb el 54,78% de quota de pantalla, consagrandose com l'edició més vista des de 1999. Gràcies al gran èxit aconseguit, la parella Amadeus-Fiorello va rebre el Premi Biagio Agnes 2020 a les categories de Vestuari i Societat i de Millor Esdeveniment de l'Any de TV perquè «van aconseguir, en un moment de fragmentació del pensament i confusió generalitzada, crear un espectacle que unís el país».
Paral·lelament al Festival continua la seva activitat televisiva habitual: a partir del 13 de setembre de 2020 presenta una nova edició de Soliti ignoti, amb algunes novetats en el joc i la participació de personatges. Al desembre continua presentant <i id="mwAiI">Sanremo Giovani</i> i L'anno che verrà. El 5 de maig, durant un directe a Instagram amb el seu amic Fiorello, confirma oficialment la seva continuïtat com a director artístic i presentador del Festival de Sanremo, programat del 2 al 6 de març de 2021. Aquesta edició, que compta amb la reincorporació de Fiorello i diverses presències femenines, es distingeix per la manca d'audiència al Teatre Ariston a causa de la pandèmia de la COVID-19, i registra una quota de pantalla del 46,24%.
Pocs dies abans de l'inici de l'Europeu de futbol del 2020, va ser amfitrió de la Notte Azzurra amb els jugadors de la selecció italiana de futbol, que esdevindria campiona d'Europa un mes després. El 6 d'agost es va fer l'anunci que el 2022 tornaria a ocupar el rol de presentador i director artístic del Festival de Sanremo per tercera vegada. A partir del 12 de setembre va reiniciar la conducció de la nova temporada de Soliti ignoti, i cap a finals de mes va dirigir Arena Suzuki '60 '70 '80 a l'Arena di Verona. En aquest espectacle es van reviure les cançons més emblematiques d'aquelles dècades. Gràcies a l'èxit obtingut, el programa es va repetir també el 2022 i el 2023.
De l'1 al 5 de febrer de 2022 va presentar la setanta-dosena edició del Festival, i durant la primera vetllada va rebre el premi Città di Sanremo a la carrera. Amb una quota del 58%, aquesta edició del Festival va resultar la més seguida des del 1997.
Després de l'èxit assolit, el 4 de març del mateix any es va confirmar com a presentador del Festival per a les dues properes edicions (2023 i 2024). A més de mantenir la conducció de Soliti ignoti, del 19 de febrer al 26 de març va presentar Affari tuoi - Formato famiglia juntament amb la seva dona Giovanna Civitillo. acull Affari Tui - Formato Famiglia. Posteriorment, llança amb un esbós Viva Rai2!, el nou programa de Fiorello: Amadeus és el convidat del primer capítol del 5 de desembre, durant el qual anuncia la presència de Francesca Fagnani al seu costat al Festival. En aquesta edició del Festival també s'hi sumen Gianni Morandi i les copresentadores Chiara Ferragni, Paola Egonu i Chiara Francini, i va aconseguir excel·lents valoracions i una quota del 62,96%.

## Vida privada
Va estar casat amb Marisa di Martino des del 1993 fins al 2007, i d'aquesta unió el 1997, va néixer una filla anomenada Alice Vittoria.
Durant la conducció del programa L'Eredità va conèixer la ballarina Giovanna Civitillo, amb qui va iniciar una relació l'any 2003. El 18 de gener de 2009 va néixer el seu fill José Alberto i el juliol del mateix any els dos es van casar en una cerimònia civil. És un gran amic de Fiorello, Jovanotti i Nicola Savino, amb els quals va debutar a Radio Deejay.
Aficionat de l'Inter, dona al seu segon fill el nom de José en honor a José Mourinho, després de conèixer-lo en un vol amb destinació a Lisboa quan era l'entrenador recent contractat de l'equip milanès.
És daltònic.

## Televisió
- 1, 2, 3 Jovanotti (Italia 1, 1988-1989)
- Deejay Beach (Italia 1, 1989-1990)
- DeeJay Television (Italia 1, 1989-1991)
- Festivalbar (Italia 1, 1993-1997)
- The Look of the Year (Italia 1, 1994-1995)
- Miss Italia 1 (Italia 1, 1995)
- Appuntamento al buio (Italia 1, 1995)
- Buona Domenica (Canale 5, 1995–1996)
- Campioni di ballo (Rete 4, 1996-1997)
- Le stelle della musica (Italia 1, 1996)
- Trenta ore per la vita (Canale 5, Italia 1, Rete 4, 1997-1998)
- La notte delle matricole (Italia 1, 1997)
- Il Quizzone (Italia 1, 1998)
- Matricole (Italia 1, 1998)
- Meteore (Italia 1, 1998)
- San Silvestro Superstar (Italia 1, 1998-1999)
- Olimpiadi di ballo (Canale 5, 1999)
- Festa di classe (Rai 2, 1999)
- Festival de Sanremo (Rai 1, 1999, 2003, 2020-2024)[31]
- Domenica in (Rai 1, 1999-2000)
- In bocca al lupo! (Rai 1, 2000)
- Quiz Show (Rai 1, 2000-2002)
- Mini Quiz Show (Rai 1, 2001)
- Festival di Castrocaro (Rai 1, 2001)
- Super Quiz Show (Rai 1, 2002)
- Azzardo (Rai 1, 2002)
- L'eredità (Rai 1, 2002-2006)
- La partita del cuore (Rai 1, 2003, 2015)
- Galà de L'Eredità (Rai 1, 2003-2005)
- Come sorelle (Canale 5, 2003)
- Premio Barrocco (Rai 1, 2003)
- Sanremo Estate (Rai 1, 2003)
- Miss Italia nel mondo (Rai 1, 2003)
- Premio TV - Premio regia televisiva (Rai 1, 2003, 2005)
- Music Farm (Rai 2, 2004)
- Formula segreta (Canale 5, 2006)
- 1 contro 100 (Canale 5, 2007-2008)
- Cante e vinci (Italia 1, 2007-2008)
- Venice Music Awards (Rai 2, 2008-2010)
- Mezzogiorno in famiglia (Rai 2, 2009-2016)
- Cuore di mamma (Rai 2, 2010)
- Altrimenti ci arrabbiamo (Rai 1, 2013) Competidor
- Tal e quale show (Rai 1, 2013) Competidor
- Natale da Ama...re (Rai 1, 2013)
- Rezione a catena (Rai 1, 2014-2017)
- Tal e quale show - Il torneo (Rai 1, 2013-2014) Competidor
- I colori della vittoria (Rai 1, 2014)
- Telethon (Rai 1, 2014)
- Techetechete' (Rai 1, 2015) Episodi 16
- Stasera tutto è possibile (Rai 2, 2015-2018)
- L'anno que verrà (Rai 1, del 2015)
- Colors (Rai 1, 2016)
- Sanremo Giovani (Rai 1, 2016, a partir de 2019)[32]
- Music Quiz (Rai 1, 2016-2017)
- Soliti ignoti - il ritorno (Rai 1, del 2017)
- InSoliti ignoti (Rai 1, 2017-2018)
- Soliti ignoti - Telethon (Rai 1, 2017-2022)
- Soliti ignoti - Lotteria Italia (Rai 1, 2018-2023)
- Ora o mai più (Rai 1, 2018-2019)
- Soliti ignoti - Special Vip (Rai 1, 2019-2022)
- Ballata per Genova (Rai 1, 2019)
- Una serata di stelle per il Bambino Gesù (Rai 1, 2019)
- Notte azzurra (Rai 1, 2021)
- Arena Suzuki (Rai 1, a partir de 2021)
- Affari tuoi - Formato famiglia (Rai 1, 2022)
- The Beauty of Family - Festival delle famiglie (Rai 1, 2022)
- Affari tuoi (Rai 1, del 2023)
- Affari tuoi - Speciale Emilia Romagna (Rai 1, 2023)
- Italia Loves Romagna - Il Concerto (Rai 1, 2023)
- Affari Tuoi - Telethon (Rai 1, a partir del 2023)
- Affari tuoi - Lotteria Italia (Rai 1, a partir de 2024)

## Ràdio
- Blu Radio Star (Verona)
- Radio Verona
- Radio Blu Villafranca (1984-1986)
- Radio Deejay (10 d'octubre de 1986 - 1994)
  - Baldini ama Laurenti (1993-1994)
  - Gran Sera Deejay
  - Rock me Amadeus
  - Amadeus Amadeus
- Radio Capital Music Network (1994-1996)
  - Due meno dieci (1994-1995)
- RTL 102.5 (2007-2017)
  - Casa Sebastiani (2008-2009)
  - Miseria e nobiltà (2010-2017)
- Rai Radio 2 (2022)
  - Amadeus presenta Sanremo 2023 (2022)

## Teatre
- Grease, dirigida per Saverio Marconi (1997-1999)

## Filmografia

### Cinema
- Laura non c'è, dirigida per Antonio Bonifacio (1998)
- Il pranzo della domenica, dirigida per Carlo Vanzina (2003)

### Televisió
- Camera Café - sitcom, episodi 2x07 (2005)
- Fiore e Tinelli – sèrie de televisió, episodi 3x12 (2009)

### Actor de veu
- Ell mateix a L'eredità (videojoc de 2005)
- Armadillus a Lampadino e Caramella nel MagiRegno degli Zampa (2020)
- Valentino in Wish (2023)

## Discografia

### Senzills
- 1991 - Saltellare amb Ragazzi della Curva (Five Record Independent - FM 13285)
- 1992 - Tutti al mare (Edició Limitada – LE 005)
- 2010 - Io abbraccio te (amb la col·laboració de Kontrasto)

### Aparicions
- 1991 - W Radio Deejay 2 (Five Record Independent - MC FRI 16002) amb Saltellare
- 1992 - Claudio Cecchetto presenta Fiorello e Marco Baldini – W Radio Deejay '92 (Free Records Independent – FRI 6015-2) amb Tutti al mare, Radio Rosalia i Prestigiatore
- 1992 - Estate italiana (RTI Music – RTI 1008 - 2) amb Tutti al mare
- 1992 - Amadeus presenta Tutti al mare (Edició Limitada – LE007 LP) amb Tutti al mare
- 1993 - Gira la palla (Fonit Cetra – TCDL 354) amb Saltellare Saltellare i Tutti al mare
- 2001 - Bonsai Aid Aids 2001 (Tam Tam Comunication – CD-0101004)
- 2004 - Discoitalia Compilation 2 (Màrqueting estratègic de l'entreteniment, DSM 404) amb Saltellare
- 2016 - Ballermann Mega Party 2016 (Platja de Palma Records – PPR001) amb Der Letzte Joker

## Premis
- 1988 - Telegatto millor emissió musical per a DeeJay Television
- 1989 - Personatge revelació de l'any
- 1990 - Telegatto especial per a DeeJay Television
- 1990 - Premi a la Direcció de Televisió per a l'emissió de Deejay Beach
- 1995 - Millor personatge masculí de l'any
- 1998 - Premi Direcció de Televisió en la categoria Top 10 amb Campioni di ballo
- 2001 - Premi Direcció de Televisió en la categoria Top 10 amb Quiz Show
- 2003 - Premi Direcció de Televisió en la categoria Top 10 amb L'eredità
- 2006 - Premi Direcció de Televisió en la categoria Top 10 amb L'eredità
- 2006 - Premi Direcció de Televisió en la categoria Programa de l'Any amb L'eredità
- 2010 - Premi Direcció de Televisió en la categoria Top 10 per a Mezzogiorno in famiglia
- 2020 - Premi Biagio Agnes per al Festival de Sanremo 2020
- 2021 - Premi DIVA Arena di Verona per al Festival de Sanremo 2021
- 2022 - Premi Ciutat de Sanremo al Festival de Sanremo 2022
- 2022 - Premi Biagio Agnes per al Festival de Sanremo 2022
- 2022 - Premi Especial FIMI per als Festivals de Sanremo 2020-2021-2022
- 2023 - Premi Especial FIMI per als Festivals de Sanremo 2020-2021-2022-2023